# Fernando Sierra Fuster
Fernando Sierra Fuster (Alcira, Valencia, Comunidad Valenciana, España, 28 de abril de 1950) es un exfutbolista español. Es el primer futbolista alcireño que jugó en 1ª división.

## Clubes
| Club                 | Categoría                                | Temporada |
| -------------------- | ---------------------------------------- | --------- |
| OJE Alzira           | Cadete                                   | 1965-1966 |
| Juventus de Algemesí | Juvenil                                  | 1966-1969 |
| Algemesí CF          | Campeón 3ª div. y ascenso                | 1969-1970 |
| Olímpic de Xàtiva    | Subcampeón Regional Preferente y ascenso | 1970-1971 |
| Olímpic de Xàtiva    | 3ª división                              | 1971-1973 |
| Sport Boys           | 1ª división                              | 1973      |
| Granada CF           | 1ª división                              | 1973-1976 |
| Levante UD           | 2ª división                              | 1976-1977 |
| Levante UD           | 2ª división B                            | 1977-1979 |
| Levante UD           | 2ª división                              | 1979-1982 |
| UD Alzira            | Regional Preferente                      | 1982      |
| UD Alginet           | 3ª división                              | 1983      |